# Жардін-Аналія-Франку
Жардін-Аналія-Франку (порт. Jardim Anália Franco) — район (bairro) міста Сан-Паулу, розташований в окрузі Віла Формоза.
Район формально визначають між вулицями Емілії Маренго, Марії Оталії, Меасан, Кануту ді Абреу, Елеонори Сінтри, проспектами Едуарду Котчінга і Вереадора Абела Фаррейри. Між тим, ця назва часто використовується мешканцями деяких прилеглих районів. До 1992 року район входив до складу округу Татуапе, але в 1992 році його було передано до округу Віла-Формоза. Проте, частина населення все ще на знає про ці зміни, переважно через безперервність висотної забудови між округами.
Район був с початку будувався як відносно дорогий житловий район, хоча він містить великий торговий центр Shopping Anália Franco. Неподалік також розташований кампус Університету Крузейру-ду-Сул. Крім того, в районі частково розташований Робітничий спортивний парк, один найбільших парків міста (286 тис. м²) та один з найбільших спортивних комплексів міста.
| Бразилія | Це незавершена стаття з географії Бразилії. Ви можете допомогти проєкту, виправивши або дописавши її. |